# بزم جادوان (فیلم)
بزم جادوان (اسپانیایی: Akelarre‎) یک فیلم درام تاریخی به کارگردانی پدرو اولئا است که در سال ۱۹۸۴ منتشر شد.
این فیلم در ۳۴مین دورهٔ جشنواره بین‌المللی فیلم برلین به نمایش درآمد.